# سلطان‌آباد (رامهرمز)
سلطان‌آباد، مرکز بخش سلطان‌آباد و شهری در این بخش در شهرستان رامهرمز استان خوزستان ایران است.

## مردم
زبان مردم این شهر یکی از لهجه‌های گویش لری بختیاری است.

## جمعیت
براساس سرشماری عمومی نفوس و مسکن در سال ۱۳۹۵، جمعیت شهر سلطان‌آباد برابر با ۸۸۱ نفر (۲۶۱ خانوار) بوده‌است.